# Puchar Europy w Lekkoatletyce 1965 – półfinał kobiet (Fontainebleau)
Półfinał pucharu Europy w lekkoatletyce w 1965 kobiet odbył się 22 sierpnia w Fontainebleau. Był to jeden z trzech półfinałów. Pozostałe odbyły się w Konstancy i Lipsku.
Wystąpiło sześć zespołów, z których dwa najlepsze awansowały do finału.

## Klasyfikacja generalna
| Poz. | Reprezentacja   | Punkty |
| ---- | --------------- | ------ |
| 1    | Węgry           | 50     |
| 2    | Holandia        | 47     |
| 3    | Wielka Brytania | 46     |
| 4    | Francja         | 38     |
| 5    | Bułgaria        | 33     |
| 6    | Belgia          | 14     |

## Wyniki indywidualne
Kolorami oznaczono zawodniczki reprezentujące zwycięskie drużyny.

### Bieg na 100 metrów
| Lp. | Państwo         | Zawodniczka       | Wynik |
| --- | --------------- | ----------------- | ----- |
| 1.  | Węgry           | Margit Nemesházi  | 11,6  |
| 2.  | Wielka Brytania | Liz Gill          | 11,7  |
| 3.  | Francja         | Sylviane Telliez  | 11,8  |
| 4.  | Holandia        | Corrie Bakker     | 11,9  |
| 5.  | Belgia          | Rita Vanherck     | 12,6  |
| –   | Bułgaria        | Weselina Kolarowa | DQ    |

### Bieg na 200 metrów
| Lp. | Państwo  | Zawodniczka       | Wynik |
| --- | -------- | ----------------- | ----- |
| 1.  | Polska   | Janet Simpson     | 24,2  |
| 2.  | Węgry    | Margit Nemesházi  | 24,3  |
| 3.  | Holandia | Truus Cruiming    | 24,5  |
| 4.  | Francja  | Gabrielle Meyer   | 25,0  |
| 5.  | Bułgaria | Sneżana Kerkowa   | 25,9  |
| 6.  | Belgia   | Francine Peyskens | 26,0  |

### Bieg na 400 metrów
| Lp. | Państwo         | Zawodniczka          | Wynik |
| --- | --------------- | -------------------- | ----- |
| 1.  | Holandia        | Hilde Slaman         | 54,6  |
| 2.  | Francja         | Monique Noirot       | 54,7  |
| 3.  | Wielka Brytania | Joy Grieveson        | 55,2  |
| 4.  | Węgry           | Antónia Munkácsi     | 55,3  |
| 5.  | Bułgaria        | Stefka Iliewa        | 57,2  |
| 6.  | Belgia          | Annie-Paule Knipping | 58,0  |

### Bieg na 800 metrów
| Lp. | Państwo         | Zawodniczka           | Wynik  |
| --- | --------------- | --------------------- | ------ |
| 1.  | Wielka Brytania | Anne Smith            | 2:08,1 |
| 2.  | Holandia        | Ilja Laman            | 2:08,8 |
| 3.  | Węgry           | Zsuzsa Nagy           | 2:10,3 |
| 4.  | Francja         | Évelyne Lebret        | 2:15,3 |
| 5.  | Bułgaria        | Cwetana Isaewa        | 2:15,6 |
| 6.  | Belgia          | Marie-Claire Clerbout | 2:20,3 |

### Bieg na 80 metrów przez płotki
| Lp. | Państwo         | Zawodniczka          | Wynik |
| --- | --------------- | -------------------- | ----- |
| 1.  | Bułgaria        | Sneżana Kerkowa      | 11,1  |
| 2.  | Wielka Brytania | Mary Rand            | 11,2  |
| 3.  | Francja         | Denise Guénard       | 11,2  |
| 4.  | Holandia        | Lia Hinten           | 11,3  |
| 5.  | Węgry           | Annamária Kovács     | 11,6  |
| 6.  | Belgia          | Roswitha Emonts-Gast | 11,9  |

### Sztafeta 4 × 100 metrów
| Lp. | Państwo         | Zawodniczki                                                            | Wynik |
| --- | --------------- | ---------------------------------------------------------------------- | ----- |
| 1.  | Węgry           | Erzsébet Heldt Margit Nemesházi Ida Such Annamária Kovács              | 46,1  |
| 2.  | Holandia        | Truus Cruiming Martha Klaasen Bos Corrie Bakker Lydia Vonk             | 46,5  |
| 3.  | Francja         | Josette Ligniere Gabrielle Meyer Marlène Canguio Denise Guénard        | 46,7  |
| 4.  | Belgia          | Terry Schueremans Monique Vanherck Francine Peyskens Louise Fricq      | 49,7  |
| 5.  | Bułgaria        | Antoaneta Dżubriłowa Sneżana Kerkowa Weselina Kolarowa Sasza Warbanowa | 54,1  |
| –   | Wielka Brytania | Liz Gill Mary Rand Daphne Arden Janet Simpson                          | DNF   |

### Skok wzwyż
| Lp. | Państwo         | Zawodniczka       | Wynik |
| --- | --------------- | ----------------- | ----- |
| 1.  | Holandia        | Marjan Thomas     | 1,70  |
| 2.  | Bułgaria        | Jordanka Błagoewa | 1,64  |
| 3.  | Wielka Brytania | Linda Knowles     | 1,61  |
| 4.  | Francja         | Geneviève Laureau | 1,61  |
| 5.  | Węgry           | Éva Gelei         | 1,61  |
| 6.  | Belgia          | Rita Vanherck     | 1,55  |

### Skok w dal
| Lp. | Państwo         | Zawodniczka          | Wynik |
| --- | --------------- | -------------------- | ----- |
| 1.  | Holandia        | Corrie Bakker        | 6,22  |
| 2.  | Wielka Brytania | Mary Rand            | 6,20  |
| 3.  | Węgry           | Annamária Kovács     | 5,89  |
| 4.  | Francja         | Anne-Marie Durand    | 5,77  |
| 5.  | Bułgaria        | Antoaneta Warbanowa  | 5,45  |
| 6.  | Belgia          | Roswitha Emonts-Gast | 5,37  |

### Pchnięcie kulą
| Lp. | Państwo         | Zawodniczka      | Wynik |
| --- | --------------- | ---------------- | ----- |
| 1.  | Węgry           | Judit Bognár     | 15,35 |
| 2.  | Bułgaria        | Iwanka Christowa | 15,16 |
| 3.  | Holandia        | Loes Boling      | 14,83 |
| 4.  | Francja         | Christiane Nuss  | 13,78 |
| 5.  | Wielka Brytania | Mary Peters      | 12,97 |
| 6.  | Belgia          | Simone Saenen    | 12,87 |

### Rzut dyskiem
| Lp. | Państwo         | Zawodniczka         | Wynik |
| --- | --------------- | ------------------- | ----- |
| 1.  | Węgry           | Judit Stugner       | 54,84 |
| 2.  | Bułgaria        | Werżinia Michajłowa | 52,94 |
| 3.  | Wielka Brytania | Rosemary Payne      | 49,00 |
| 4.  | Holandia        | Loes Boling         | 47,66 |
| 5.  | Francja         | Pierrette Boutin    | 42,54 |
| 6.  | Belgia          | Simone Saenen       | 40,42 |

### Rzut oszczepem
| Lp. | Państwo         | Zawodniczka           | Wynik |
| --- | --------------- | --------------------- | ----- |
| 1.  | Węgry           | Márta Rudas           | 53,06 |
| 2.  | Wielka Brytania | Sue Platt             | 51,58 |
| 3.  | Francja         | Michèle Demys         | 48,84 |
| 4.  | Bułgaria        | Joana Arsowa          | 46,84 |
| 5.  | Holandia        | Wil Hulshof           | 41,56 |
| 6.  | Belgia          | Ghislaine D’Hollander | 41,04 |